# دلتا برک
 دلتا برک (انگلیسی: Delta Burke؛ زادهٔ ۳۰ ژوئیهٔ ۱۹۵۶) یک هنرپیشه اهل ایالات متحده آمریکا است.